# Gallup (New Mexico)
Gallup (Navajo: Na'nízhoozhí) ist eine Stadt im Nordwesten des US-Bundesstaates New Mexico im McKinley County. Gallup hatte bei der US-Volkszählung 2020 21.899 Einwohner und eine Fläche von 34,6 km². Die Stadt liegt am Puerco River. In Gallup liegt auch die University of New Mexico-Gallup Campus.

## Geschichte
Als spanische Konquistadoren (Eroberer) 1540 in die Region des späteren Gallup kamen, lebten hier Indianer unter anderem von dem Stämmen der Navajo und Hopi.
1880 richtete David L. Gallup, ein Zahlmeister der Atlantic and Pacific Railroad, entlang der in Bau befindlichen transkontinentalen Eisenbahnlinie ein Büro ein, in dem die Bauarbeiter ihren Lohn abholen konnten. Im folgenden Jahr entstand daraus der Ort Gallup. Die Arbeiter, die am Bau der Bahnlinie beteiligt waren, kamen vornehmlich aus Europa, Asien und Mexiko. Viele von ihnen blieben in der Gegend und arbeiteten später im Steinkohlenbergbau.
In den frühen Jahren des Ortes gab es einige Aufstände der Indianervölker, die jedoch von den im nahe gelegenen Fort Wingate stationierten Soldaten niedergeschlagen wurden. Indianische Einflüsse sind allerdings in der Stadt und der Zusammensetzung ihrer Bevölkerung bis heute erhalten geblieben und bilden infolge der Entwicklung des Tourismus nunmehr einen Aspekt des wirtschaftlichen Lebens von Gallup.

## Sehenswürdigkeiten
In der Region um Gallup wurden in der Blütezeit des amerikanischen Western zahlreiche Filme gedreht. Das El Rancho Hotel an der historischen Route 66 hatte damals zahlreiche Stars zu Gast, unter anderem John Wayne, Katharine Hepburn, Spencer Tracy, Errol Flynn, Kirk Douglas, Gregory Peck, Humphrey Bogart und viele andere. Auch die US-Präsidenten Dwight D. Eisenhower und Ronald Reagan waren im El Rancho zu Gast. Jedes Zimmer ist nach einem berühmten Hotelgast benannt. Die Hotelhalle des im historischen Originalzustand erhaltenen Hauses, zieren zahlreiche Bilder mit Originalunterschriften alter Hollywoodgrößen. Das Hotel ist in die Liste nationaler Sehenswürdigkeiten der USA eingetragen und steht unter Denkmalschutz.

## Einwohnerentwicklung
| Jahr | Einwohner¹ |
| ---- | ---------- |
| 1980 | 18.167     |
| 1990 | 19.154     |
| 2000 | 20.209     |
| 2010 | 21.678     |

¹ 1980–2010: Volkszählungsergebnisse

## Wirtschaft
Östlich von Gallup befindet sich die Gallup-Raffinerie von Marathon Petroleum.

## Verkehr
Mit dem Gallup Municipal Airport hat Gallup einen eigenen Flughafen. Durch Gallup verlief die historische Route 66. Sie wird heute durch den Interstate Highway 40, eine der wichtigsten Ost-West-Verbindungen der USA ersetzt, die an Gallup vorbeiführt.

## Söhne und Töchter der Stadt
- Carolyn Shoemaker (1929–2021), Astronomin
- Tony Genaro (1942–2014), Schauspieler
- Sydney Freeland (* 1980), Filmregisseurin und Drehbuchautorin

## Verschiedenes
Eine Szene des Filmes Höllenjagd nach San Francisco spielt in Gallup, wurde allerdings nicht dort gedreht.